# Bishop (Texas)
Bishop é uma cidade localizada no estado norte-americano de Texas, no Condado de Nueces.

## Demografia
Segundo o censo norte-americano de 2000, a sua população era de 3305 habitantes. 
Em 2006, foi estimada uma população de 3211, um decréscimo de 94 (-2.8%).

## Geografia
De acordo com o United States Census Bureau tem uma área de 6,1 km², dos quais 6,1 km² cobertos por terra e 0,0 km² cobertos por água.

## Localidades na vizinhança
O diagrama seguinte representa as localidades num raio de 24 km ao redor de Bishop. 